# Babinkidae
De Babinkidae zijn een familie van uitgestorven tweekleppigen uit de infraklasse Euheterodonta.